# ويليام كينغ (مغني)
ويليام كينغ (بالإنجليزية: William King)‏ هو مغني أمريكي، ولد في 30 يناير 1949.